# Turkmenistan na Mistrzostwach Świata w Lekkoatletyce 2011
Turkmenistan na Mistrzostwach Świata w Lekkoatletyce 2011 – reprezentacja Turkmenistanu podczas czempionatu w Daegu liczyła 2 zawodników.

## Występy reprezentantów Turkmenistanu

### Mężczyźni

#### Konkurencje techniczne
| Konkurencja | Zawodnik           | Eliminacje | Eliminacje | Finał    | Finał   |
| Konkurencja | Zawodnik           | Rezultat   | Pozycja    | Rezultat | Pozycja |
| ----------- | ------------------ | ---------- | ---------- | -------- | ------- |
| Rzut młotem | Amanmurad Hommadow | 62,97 m    | 35         |          |         |

### Kobiety

#### Konkurencje biegowe
| Konkurencja   | Zawodniczka    | Runda 1    | Runda 1 | Runda 2  | Runda 2 | Półfinał | Półfinał | Finał    | Finał   |
| Konkurencja   | Zawodniczka    | Rezultat   | Pozycja | Rezultat | Pozycja | Rezultat | Pozycja  | Rezultat | Pozycja |
| ------------- | -------------- | ---------- | ------- | -------- | ------- | -------- | -------- | -------- | ------- |
| Bieg na 100 m | Maysa Rejepowa | 13.43 (PB) | 27      |          |         |          |          |          |         |